# بیمارستان ولیعصر قائم‌شهر
بیمارستان ولیعصر قائم‌شهر، یک مرکز آموزشی درمانی در شهر قائم‌شهر است.

## بخش ها
بخش های بستری بیمارستان ولیعصر(عج) قائم شهر : جراحی مردان 1 – جراحی مردان 2 – جراحی زنان – جراحی زنان و زایمان – داحلی مردان – داخلی زنان – اورژانس  – زایشگاه – همودیالیز – پست کت – بخش جراحی قلب باز – اتاق عمل قلب باز – ICU جراحی قلب باز – ICU جنرال – CCU
کلینیک های مرکز : 
• ارتوپدی
• چشم
• گوش.حلق.بینی
• داخلی 
• گوارش 
• عفونی
• زنان
• جراح مغز و اعصاب
• اعصاب و روان
• ارواوژی
• جراحی عمومی
• پوست
• اطفال
• روماتولوژی
پاراکلینیک های مرکز :
• سی تی اسکن
• رادیولوژی
• آنووریسم مکغزی
• آزمایشگاه
• اپتومتری
• اکو
• تست ورزش
• پاتولوژی
• ماموگرافی
• ادیومتری
• تراکم استخوان
• اکو چشم
• شنوایی سنجی
• EMG
• EEG
• NCV
• فیزیوتراپی
• اولتراسونوگرافی
• آنژیوگرافی چشم
• آندوسکوپی
• کولونوسکوپی
• کراتومتری چشم
• VAG LASER
• اسپیرومتری
لیست پزشکان بیمارستان ولیعصر(عج

## برخی از امکانات
این بیمارستان دارای ٣١٤ تخت مصوب، ٨٠ تخت شناور و درمانگاه فوق تخصصی، تخصصی، خدمات تشخیصی، ١٤ بخش بستری، اورژانس، دیالیز و همچنین مرکز فوق تخصصی جراحی قلب باز، آنژیوگرافی و آنژیوپلاستی است. مرکز جراحی قلب باز این بیمارستان دارای ٤ اتاق عمل قلب باز، ١٦ تخت آی سی یو، ١٠ تخت پست آنژیوگرافی و ٢٣ تخت بخش جراحی قلب است. در این مرکز، از تجهیزات مدرن پزشکی مانند دستگاه آنژیوگرافی از کشور هلند با قابلیت انجام آنژیوگرافی از عروق مغز استفاده گردید. این بیمارستان پیشرفته ترین مرکز تصویر برداری ام آر آی در شمال کشور با قابلیت تصویر برداری دیجیتالی و کیفیت بالا است.
درمانگاه تخصصی بیمارستان با پزشکان فوق تخصص قلب، ریه، توراکس، غدد، روماتولوژی و اینترونشن قلب و متخصصان جراحی مغز و اعصاب، داخلی مغز و اعصاب، پوست، ارتوپدی، جراحی عمومی، چشم، داخلی، اطفال و نوزادان، زنان و زایمان، اعصاب و روان، کلینیک بیهوشی و متخصص طب اورژانس با حضور پزشکان عمومی و اورژانس فعال است.